# المحمية الطبيعية البحيرة الشاطئية سيدي موسى

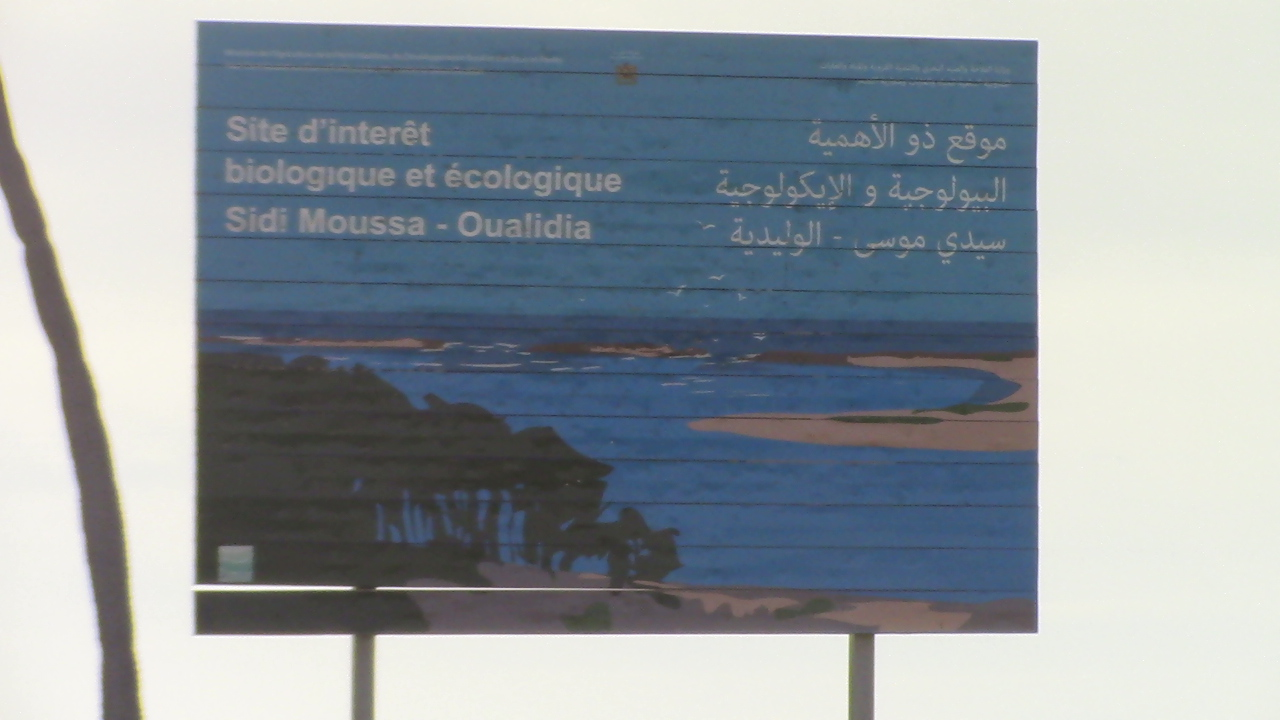
لوحة حول التصنيف كـموقع ذو أهمية بيولوجية وإيكولوجية (SIBE)

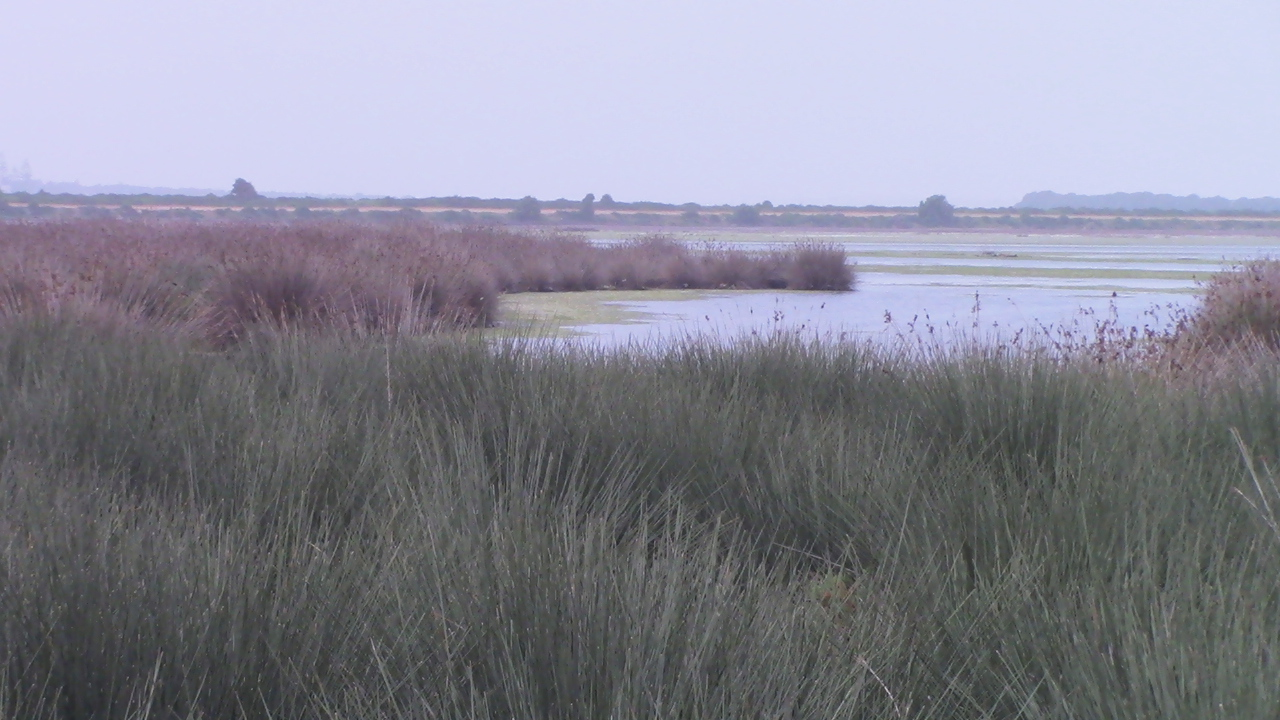
نبات شوكي ("سمار") بالمحمية

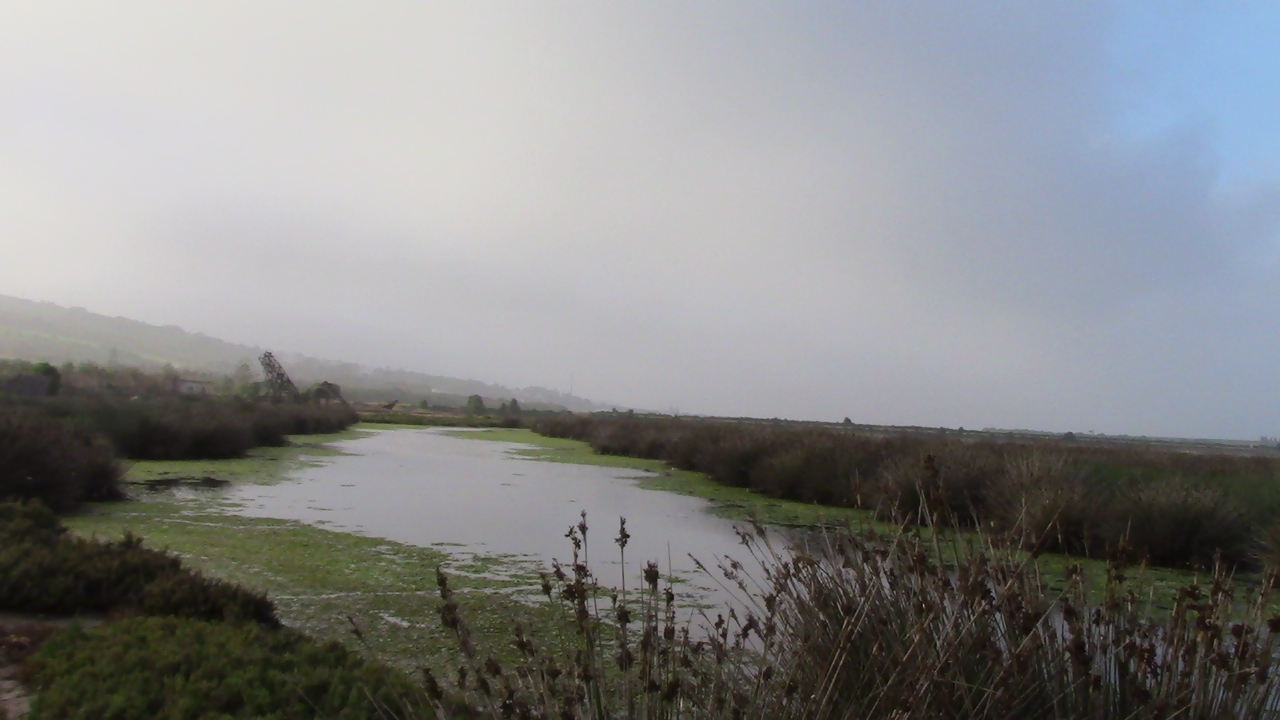
منظر من المحمية

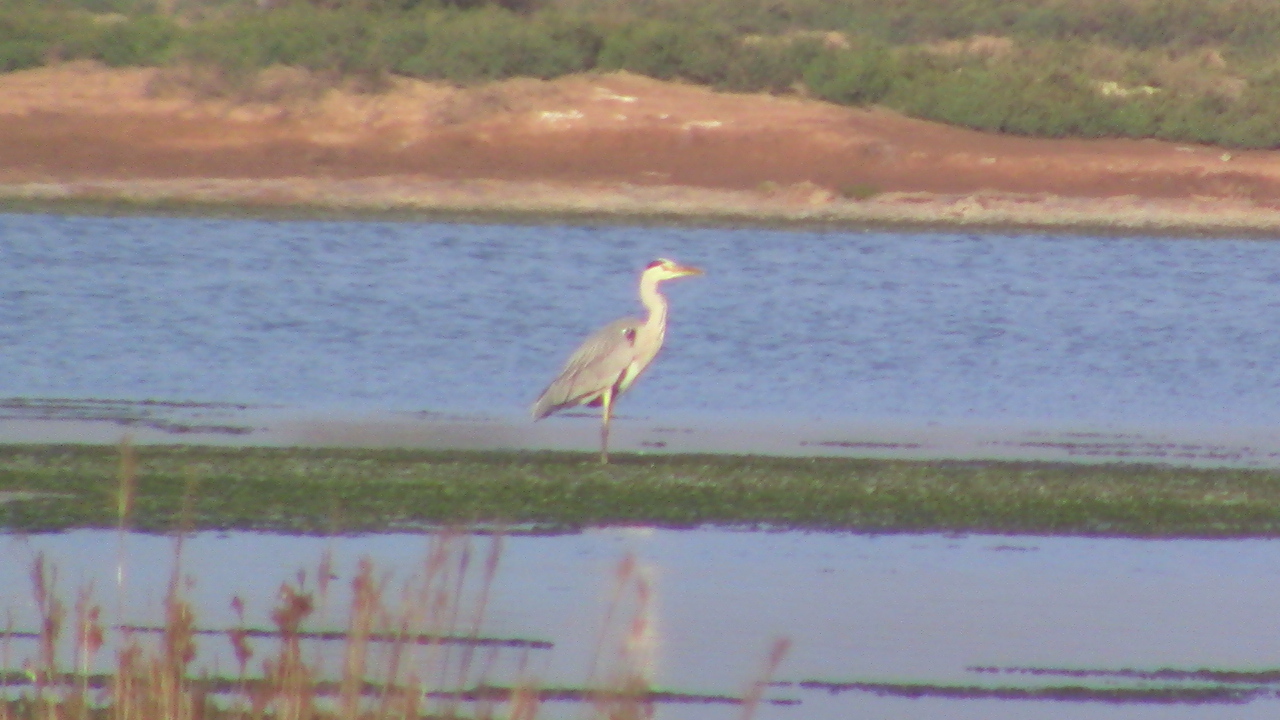
منظر لطيور بالمحمية

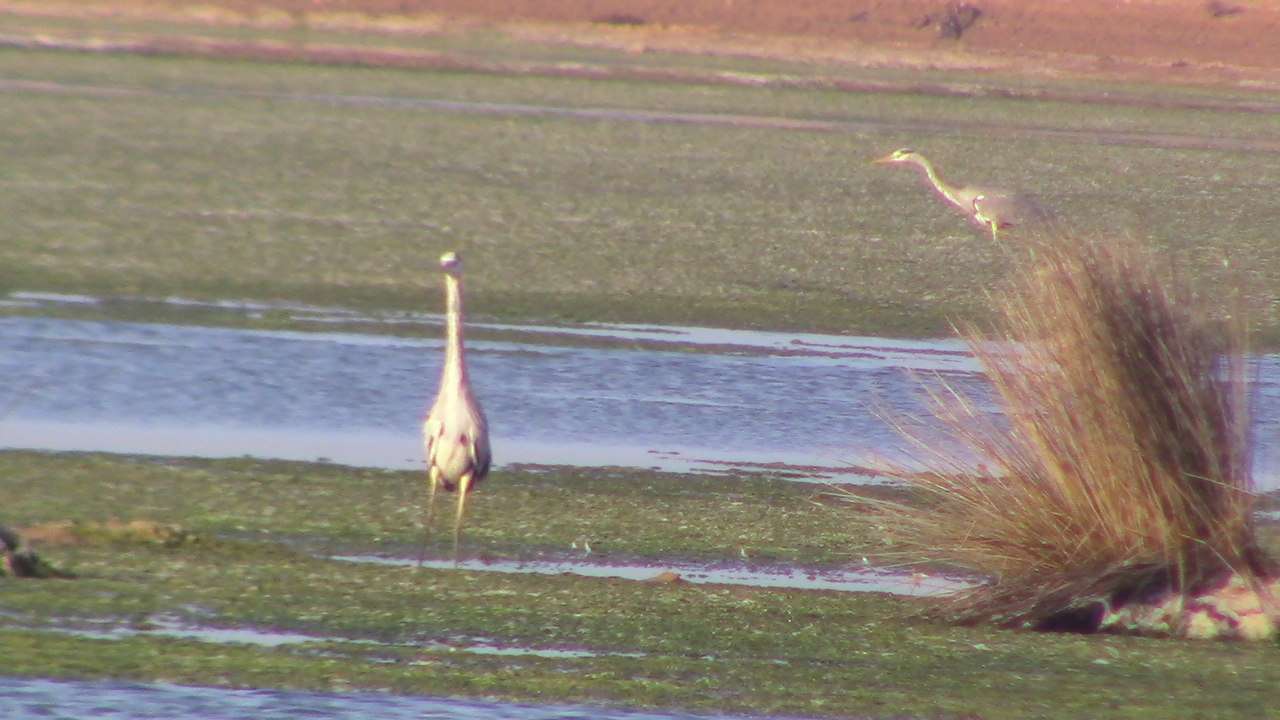
منظر لطيور بالمحمية

المحمية الطبيعية البحيرة الشاطئية سيدي موسى هي منطقة رطبة ساحلية تقع بتراب جماعتي أولاد عيسى وسيدي عابد (إقليم الجديدة، المغرب) وهي مصنفة وطنيا ودوليا (اتفاقية رامسار). تشمل هذه المحمية جميع المساحات الرطبة المتشكلة طبيعيا بفعل وجود بحيرة شاطئية (لاغون). توجد بها أجزاء تتميز بتجدد المياه باستمرار بفعل التدفق الطبيعي من فتحة بحرية وأيضا من عيون أرضية، كما توجد بها أجزاء على شكل أحواض استعملت سابقا لاستخراج الملح البحري باستغلال التبخر الطبيعي. تشكل هذه المحمية موطنا دائما للعديد من الكائنات الحية، كالطيور، الأسماك، ذوات الأصداف (كالأربيان وثنائيات الصدفة)، النباتات والطحالب. كما تعتبر أيضا محطة عبور واستقرار موسمي للعديد من الطيور المهاجرة، ومنها ما هو مهدد بالانقراض. فالمحمية تمثل إذا محطة هامة خاصة للطيور لأجل الاستقرار، التعشيش والتوالد، و/أو الاستراحة.

## بعض الأصناف التي تستوطن المحمية
يستوطن هذه المحمية العديد من الأصناف. فمثلا على صعيد المركب البيئي سيدي موسى - الوليدية فقد تم تسجيل حوالي 16000 طائر من حوالي 100 صنف. من بعض هذه الكائنات:
- كروان الماء أو الكروان الأوراسي
- القطقاط الاسكندراني أو الزقزاق الاسكندراني أو زقزاق كانت
- سمك «البوري»
- سمك «النون»
- المحار (تربية)[7]
- المحار الملزمي (تعرض للاستنزاف سابقا وانقرض تقريبا)
- أنواع من الضفاضع

## التصنيفات الرسمية
دوليا: هذه المنظومة الإيكولوجية مصنفة دوليا بمقتضى اتفاقية رامسار (للأمم المتحدة) لحماية المناطق الرطبة ولاستغلالها بطرق مستدامة منذ 15 يناير 2005. فهي تشكل، بالإضاقة إلى محمية البحيرة الشاطئية للوليدية وجميع المناطق الرطبة بالشريط الساحلي الرابط بين سيدي عابد والوليدية، ما يعرف بموقع رامسار (مركب سيدي موسى - الوليدية) رقم 1474.
وطنيا: هذه المحمية مصنفة كذلك وطنيا ضمن المواقع ذات الأهمية البيولوجية والايكولوجية (SIBE) منذ سنة 1996. وهي مضنقة بمثابة محمية دائمة بخصوص القنص منذ سنة 1984. وأيضا مصنفة مجالا ذا أهمية لحماية الطيور. وهي أيضا مصنفة ضمن جملة المناظر البهيحة في مقاطعة الجـديـدة منذ 1953م (موقع بحيرة سيدي موسى (قرار وزيري بتاريخ 02 يونيو 1953) (ج. ر، رقم 2124 في 10 يوليوز 1953)).

## مستوى الحماية
تعاني هذه المحمية من توازن بيئي جد هش بفعل الأنشطة البشرية وتحدق بها تهديدات متجددة.
يالجزء الشمالي من المحمية، هناك أحواض سبق أن استُغلت لاستخراج الملح البحري لعدة عقود. بسبب هذا الاستغلال، تم تشييد حواجز ووضع قنوات للتحكم في جريان المياه، مع الحرص على تزويد البرك العميقة بالمياه البحرية لضمان مستوى من التوازن البيئي. مع انتهاء هذه الأنشطة التجارية، بات التحكم في جريان المياه يتسم بالعشوائية من طرف أشخاص غير مؤهلين لذلك.
بسبب ضعف الوعي البيئي وضعف الحماية الفعلية، لازال (حتى 2019) هناك قيام بعض الناس برمي نفاياتهم هناك. تشمل هذه النفايات على سبيل المثال اللدائن (البلاستيك)، حفاظات الأطفال، جثت البهائم النافقة... تسبب هذه النفايات تلويثا بيئيا وتشكل عائقا أمام تطور السياحة البيئية.
تعاني المحمية أيضا ضغطا كبيرا بسبب أنشطة الرعي، جمع الأعشاب وكثرة التجوال في ربوعها.
أيضا، ورغم أن القنص ممنوع بالشريط الساحلي، بما في ذلك المحمية، فإن بعض المتهورين المتسيبين لازالوا يقنصون الطيور هناك أحيانا.
تتزود المحمية بمياه المحيط وبمياه عيون عذبة. لكن وبسبب جرف الرمال في السابق من كثبان الشاطئ (مقلع رمال)، باتت المحمية عرضة لفيضانات بحرية من حين لآخر بسبب وجود فتحة بحرية غير طبيعية. وهذا يتسبب في اختلال التوازن فيما يخض مثلا ملوحة المياه. وقد لوحظ اندثار صنف معين من النبات من قائمة الغطاء النباتي للمحمية.
استغلال الشاطئ لقلع الرمال الشاطئية والأطماع في استغلال ما تبقى منها تسببا في اندثار حزام غابوي كان ينمو على كثبان الشاطئ. مع فقدان تلك الأشجار، تم فقدان حزام بيئي أخضر ووسط هام لتعشيش الطيور. لقد صارت الطيور أكثر عرضة الآن لفقدان بيوضها بالأماكن المكشوفة، وربما أيضا للعزوف عن التعشيش.
كذلك، بسبب وجود مركب صناعات كيميائية بميناء الجرف الأصفر ومحطة كهرباء حرارية تعمل بالفحم الحجري، فإن المحمية تتأثر أيضا بالملوثات التي تقذفها المصانع في الهواء وفي مياه الساحل.
من بين المشاكل الكبيرة الحالية (2019)، هناك أيضا عملية تنظيم مهرجان شعبي بالمجال الساحلي في الحزام البيئي اللصيق للمحمية. يتسبب هذا المهرجان الذي يدوم بضعة أيام في حركة كبيرة للعربات ذات المحرك وللأشخاص والخيول التي تجلب للقيام بأنشطة «التبوريدة» (الفروسية وإطلاق «البارود»). تم تنظيم ثلاث دورات من هذا المهرجان خلال السنوات الثلاث الماضية (هناك مطالبات بمنعه).

## بعض نتائج ضعف التوازن البيئي
هناك بعض البرك العميقة نسبيا التي تتميز بتجدد نسبي لمياهها يوميا. وهي تشكل موطنا للعديد من الأسماك والنباتات. لكن في السنين الأخيرة، خلال المواسم الصيفية، غالبا ما تتعرض تلك الأسماك للنفوق، بسبب اختلال التوازن البيئي.
كما أنه تمت ملاحظة اندثار نوع من النباتات التي كانت تتميز بها تلك البرك.

## جذب اهتمام الباحثين
شكلت المحمية مسرحا لدراسات العديد من الباحثين. ويتعلق الأمر مثلا بدراسات حول الطيور، ذوات الأصداف، الطحالب والتلوث. لقد تمت مثلا ملاحظة وجود ترسبات لفلزات ثقيلة خلال إحدى الدراسات البحثية.

## معرض صور
|  |  |  |  |
|  |  |  |  |
|  |  |  |  |
|  |  |  |  |

## وصلات خارجية
- موقع اتفاقية رامسار: مركب سيدي موسى - الوليدية

اللجنة العالمية للمناطق المحمية